# برج کومرتس‌بانک
برج کومرتس‌بانک (به انگلیسی: Commerzbank Tower) آسمان‌خراش ۵۶ طبقه به ارتفاع ۲۵۸ متر، با کاربری اداری-تجاری است، که در شهر فرانکفورت، هسن، آلمان مستقر می‌باشد. پروژه ساخت این ساختمان در سال ۱۹۹۴ آغاز شد و در سال ۱۹۹۷ تکمیل و افتتاح گردید. برج کومرتس‌بانک شعبه مرکزی دومین بانک بزرگ آلمان؛ کومرتس‌بانک می‌باشد.

## نگارخانه

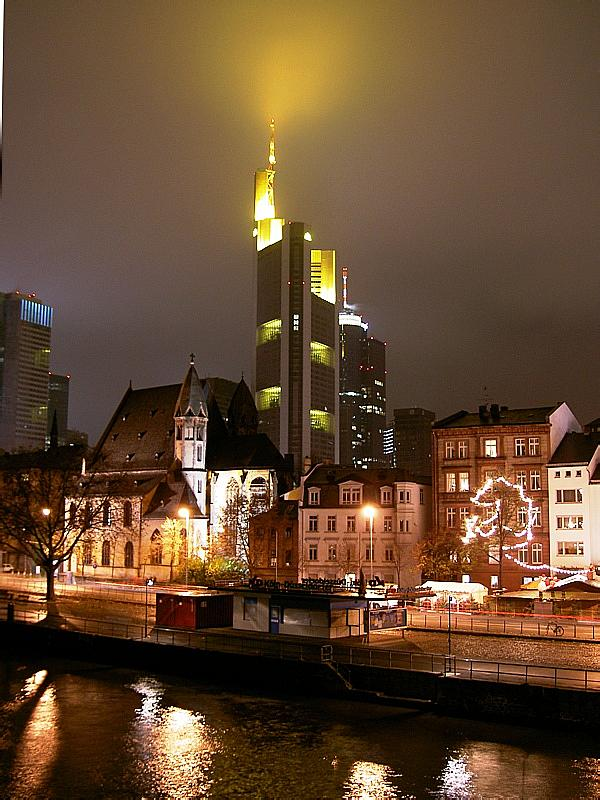
برج کومرتس‌بانک از نمای راست
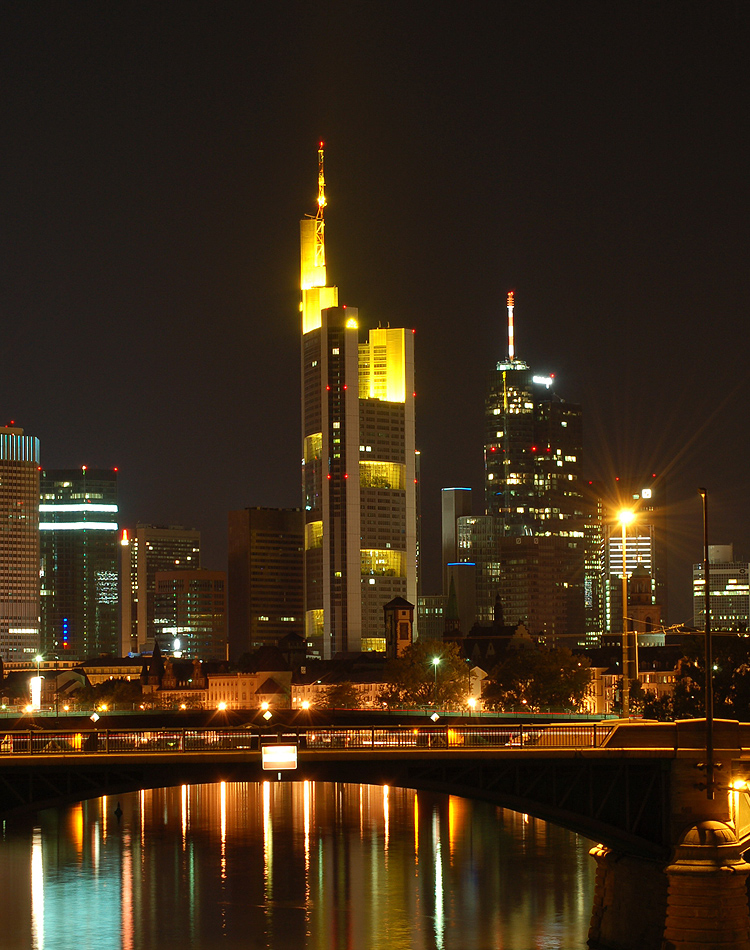
برج کومرتس‌بانک از نمای روبرو در شب
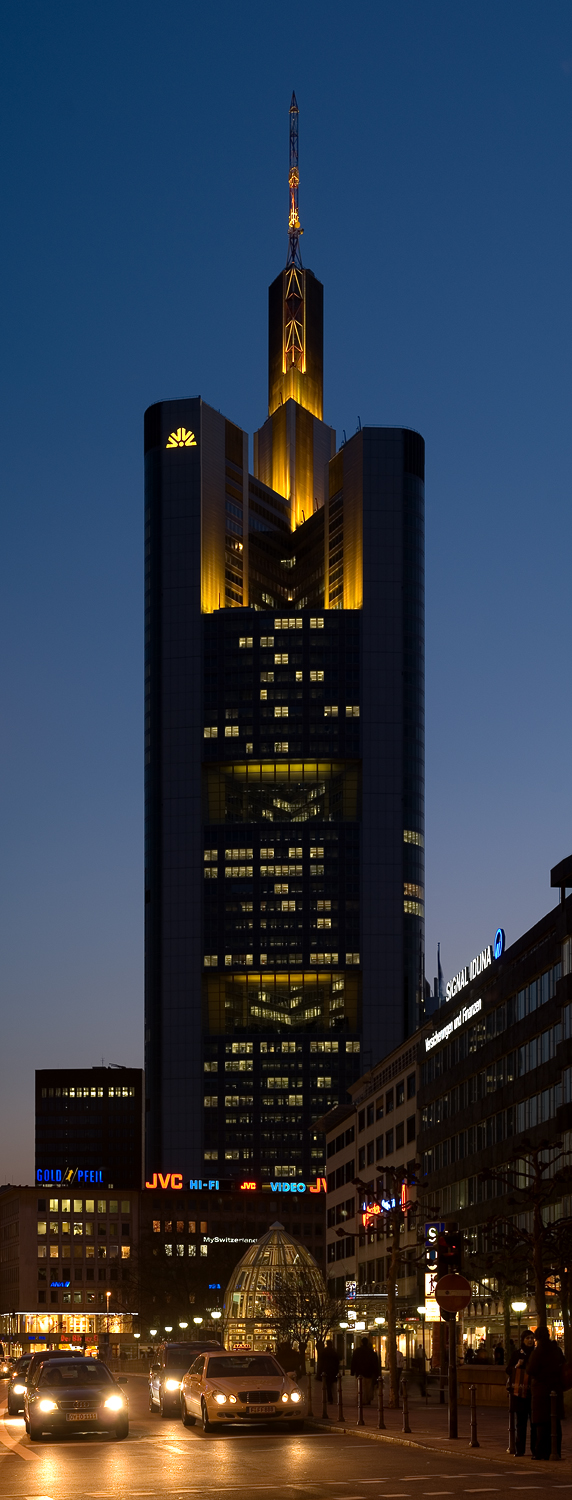
برج کومرتس‌بانک
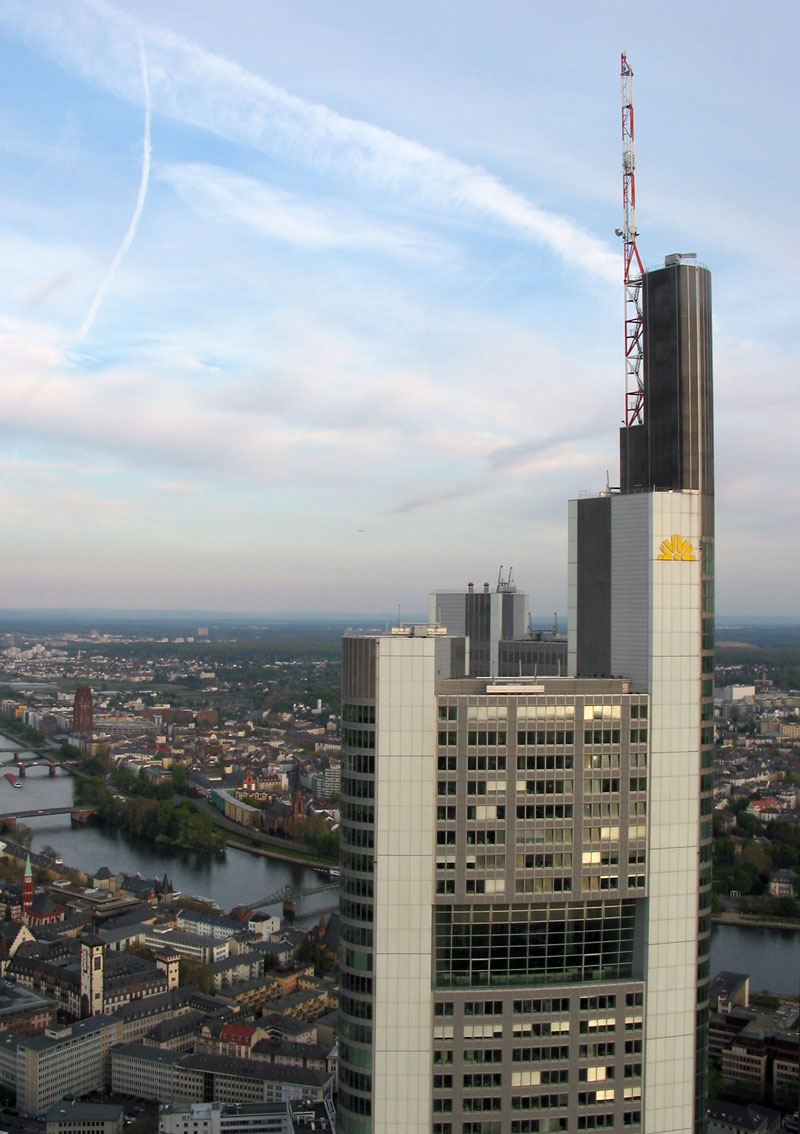
Cبرج اصلی کومرتس‌بانک از بالا
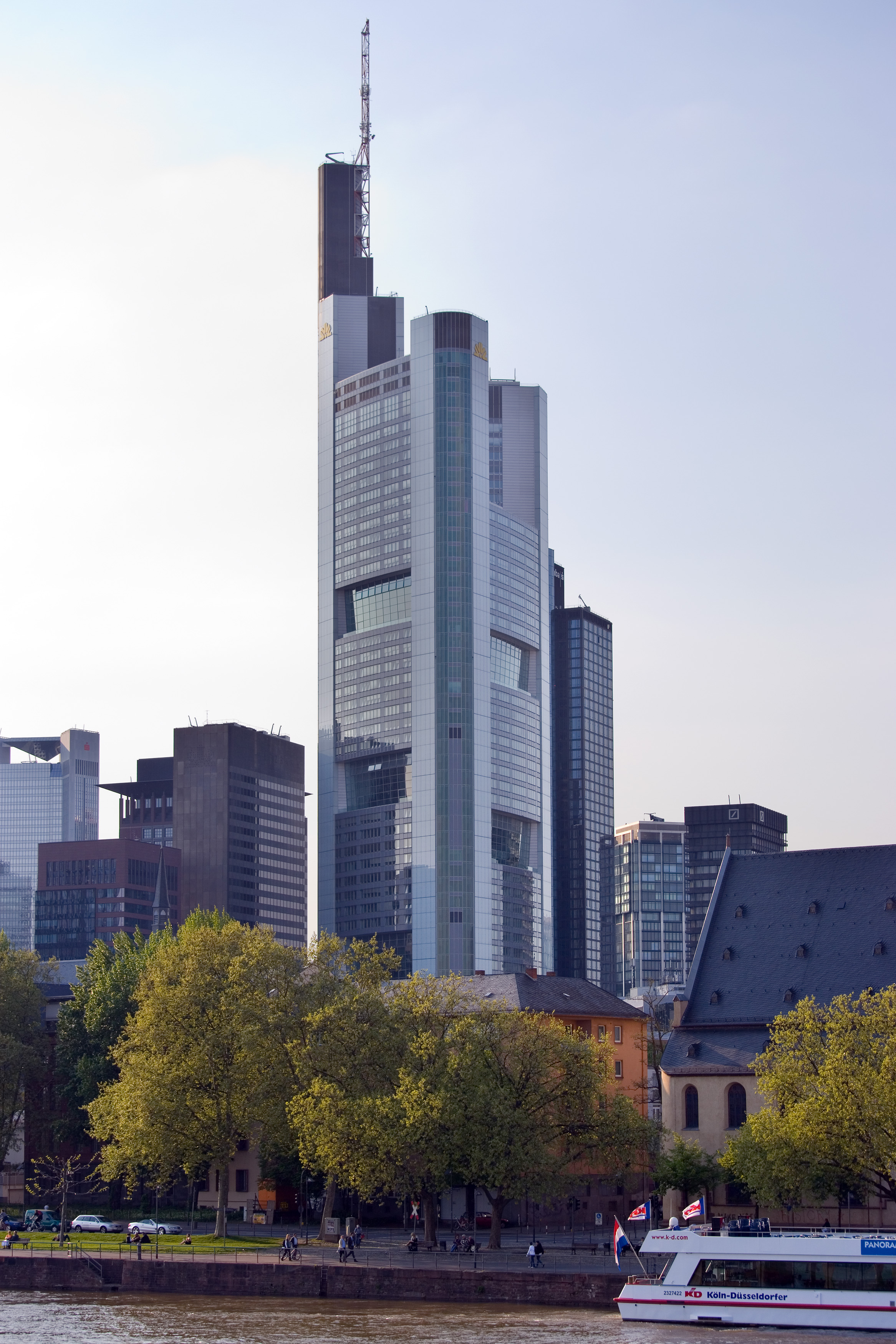
برج کومرتس‌بانک از نمای پشت رودخانه
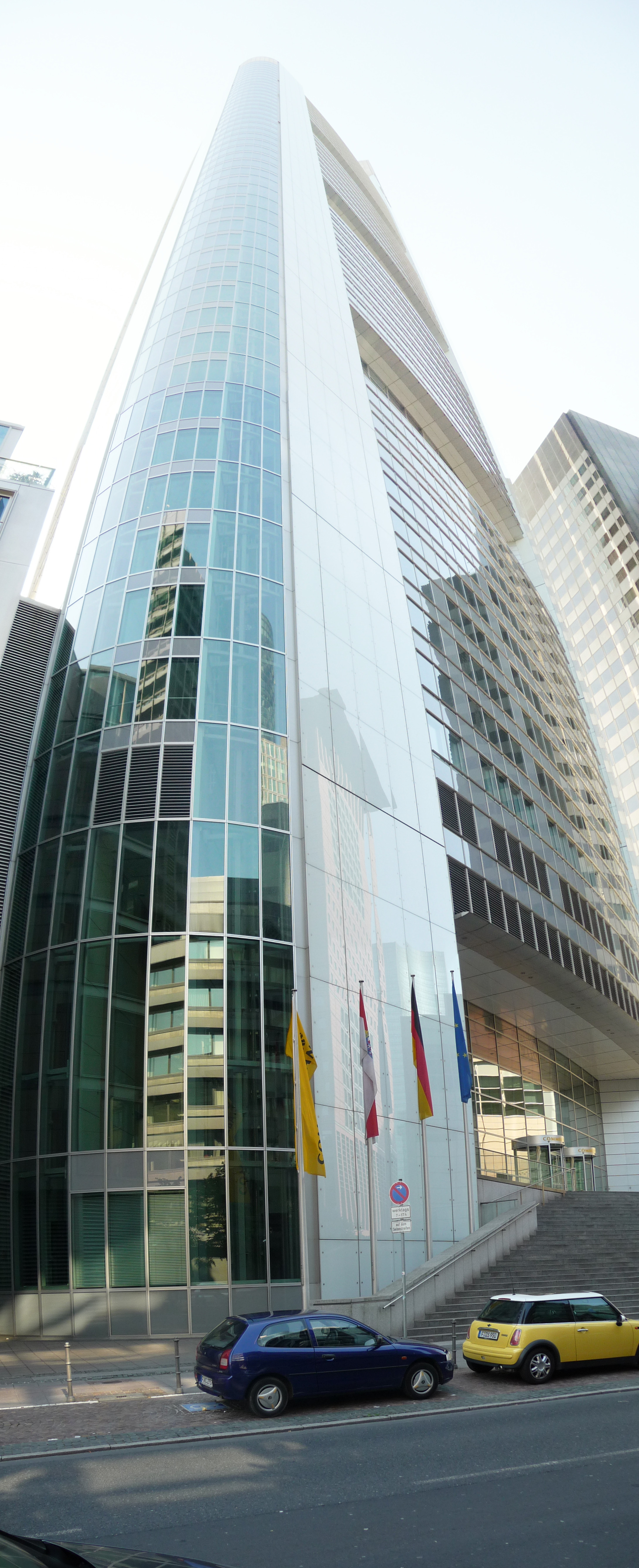
برج کومرتس‌بانک از جاده اصلی